# Kirua Zoldik
 (juillet 2025).
La mise en forme du texte ne suit pas les recommandations de Wikipédia : il faut le « wikifier ».
Les points d'amélioration suivants sont les cas les plus fréquents. Le détail des points à revoir est peut-être précisé sur la page de discussion.
- Les titres sont pré-formatés par le logiciel. Ils ne sont ni en capitales, ni en gras.
- Le texte ne doit pas être écrit en capitales (les noms de famille non plus), ni en gras, ni en italique, ni en « petit »…
- Le gras n'est utilisé que pour surligner le titre de l'article dans l'introduction, une seule fois.
- L'italique est rarement utilisé : mots en langue étrangère, titres d'œuvres, noms de bateaux, etc.
- Les citations ne sont pas en italique mais en corps de texte normal. Elles sont entourées par des guillemets français : « et ».
- Les listes à puces sont à éviter, des paragraphes rédigés étant largement préférés. Les tableaux sont à réserver à la présentation de données structurées (résultats, etc.).
- Les appels de note de bas de page (petits chiffres en exposant, introduits par l'outil «  Source ») sont à placer entre la fin de phrase et le point final[comme ça].
- Les liens internes (vers d'autres articles de Wikipédia) sont à choisir avec parcimonie. Créez des liens vers des articles approfondissant le sujet. Les termes génériques sans rapport avec le sujet sont à éviter, ainsi que les répétitions de liens vers un même terme.
- Les liens externes sont à placer uniquement dans une section « Liens externes », à la fin de l'article. Ces liens sont à choisir avec parcimonie suivant les règles définies. Si un lien sert de source à l'article, son insertion dans le texte est à faire par les notes de bas de page.
- La présentation des références doit suivre les conventions bibliographiques. Il est recommandé d'utiliser les modèles {{Ouvrage}}, {{Chapitre}}, {{Article}}, {{Lien web}} et/ou {{Bibliographie}}. Le mode d'édition visuel peut mettre en forme automatiquement les références.
- Insérer une infobox (cadre d'informations à droite) n'est pas obligatoire pour parachever la mise en page.

Pour une aide détaillée, merci de consulter Aide:Wikification.
Si vous pensez que ces points ont été résolus, vous pouvez retirer ce bandeau et améliorer la mise en forme d'un autre article.
Kirua Zoldik (キルア=ゾルディック, Kirua Zorudikku) est un personnage fictif de Hunter × Hunter, une série de mangas écrite par Yoshihiro Togashi. Kirua est un garçon de douze ans, habile et rebelle, issu de la famille d'assassins la plus célèbre du monde, la famille Zoldik. Lassé de tuer, il rencontre Gon Freecs, le jeune protagoniste de Hunter × Hunter, au cours de la première partie d'un examen destiné aux personnes souhaitant devenir des « Hunters ». Désireux d'échapper à sa famille et à son passé, Kirua se joint à la quête de Gon pour retrouver son père disparu, et ils travaillent ensemble pour devenir des combattants plus forts. Au fil de l'histoire, ils deviennent des amis inséparables. Kirua est également apparu en tant que personnage dans deux films et plusieurs jeux vidéo.
Kirua a été l'un des premiers personnages créés lors de la réalisation de Hunter × Hunter . Togashi a créé Kirua pour remplir le rôle de l'ami de Gon, et une grande partie de la relation entre les deux personnages a été inspirée par la personnalité et le jeune âge du protagoniste. En créant Kirua, Togashi s'est également inspiré de plusieurs œuvres d'anime et de manga qu'il appréciait. Dans les adaptations animées du manga, Kirua a été exprimé par Kanako Mitsuhashi et Mariya Ise en japonais et Annika Odegard et Cristina Vee en anglais. Killua est devenu un personnage populaire et une source d'inspiration pour d'autres artistes de manga, dont certains ont basé des personnages sur Killua, et pour les lecteurs qui ont continué à faire du cosplay. Les critiques ont salué sa caractérisation, en particulier l'arc du personnage dans lequel il surmonte sa personnalité maussade et se consacre à Gon. Il a souvent été reconnu comme l’un des meilleurs personnages de la série.

## Création
Après avoir créé le protagoniste du manga Hunter x Hunter, Gon Freecs, l'auteur de manga Yoshihiro Togashi a conçu deux personnages importants : un ami et un méchant de Gon. Kirua devait être l'ami de Gon tandis que le personnage d' Hisoka Morow serait l'antagoniste de Gon. Togashi a fait en sorte que Killua ait le même âge que Gon afin de rendre l'amitié entre les deux personnages naturelle. Il a développé une idée approximative de la situation de Kirua, comme le fait qu'il aurait des capacités physiques surhumaines et qu'il serait issu d'une famille d'assassins, puis a conçu l'apparence de Kirua pour qu'elle corresponde à sa situation et à son passé. Finalement, Togashi a écrit Kirua interagissant avec Gon et les deux autres personnages principaux de la série, Léolio et Kurapika, et à partir de là, a développé la personnalité de Kirua. Kirua et Hiei de YuYu Hakusho ont tous deux été inspirés par des personnages du manga Patalliro ! par Mineo Maya ; Patalliro ! a eu une influence sur le travail de Togashi, car il l'a lu ainsi que d'autres œuvres yaoi tout en travaillant à l'écriture de mangas shōnen.
Lorsqu'il a choisi son apparence, Togashi a fait référence à plusieurs œuvres qu'il a eu le plaisir de voir. Dans le cas de Kirua, à l'époque où il décidait quel enfant numéro de la famille d'assassins il serait, des pensées sur le manga shōnen de Kuroyume, Atsushi Kamijō, Multiple Personality Detective Psycho, entre autres, lui sont venues à l'esprit, et celles-ci ont conduit à son apparition. Dans l'illustration du corps entier lors de sa première apparition, il y a une partie où le contour est interrompu par la lumière, et l'artiste a fait de subtiles références à Kamijō et Shou Tajima.
Dans la première adaptation animée de Hunter x Hunter par Nippon Animation, l'équipe a rattrapé son retard sur l'adaptation imprimée et a donc planifié sa propre fin originale. Dans ce scénario original, Kirua et Gon se séparent après la mort de leur ami Kurapika alors qu'il affronte des criminels, et il y a un saut dans le temps de sept ans jusqu'à l'épisode final. Dans l'épisode final, un Kirua désormais adulte revient chez Gon à l'île de la Baleine aux côtés de son père dans le cadre d'une mission qui l'amènerait à tuer Gon dans le processus. Informé de ce scénario, Togashi a rejeté l'histoire et la série télévisée de 1999 s'est terminée par les retrouvailles de Kurapika avec ses amis, qui sont suivies dans des animations vidéo originales qui suivent le manga à la place.

### Fonderie
Kirua est exprimé par Kanako Mitsuhashi dans la série 1999 et Mariya Ise dans la série 2011 en japonais. Pour les doublages anglais, Annika Odegard lui prête sa voix dans la série de 1999 et Cristina Vee dans la série de 2011. Mitsuhashi a déclaré qu'elle avait trouvé le travail difficile, en particulier pendant les animations vidéo originales de la finale de Greed Island, mais qu'elle avait quand même trouvé agréable de travailler aux côtés de l'actrice de Biscuit Krueger, Chieko Higuchi, pendant cette production d'anime, d'autant plus que leur mentor avait développé une relation maternelle avec les deux protagonistes. La performance d'Ise a été accueillie avec une réponse positive par Togashi lui-même sur son compte Twitter en raison de la façon dont elle a soigneusement décrit le côté sensible de Kirua, à sa grande surprise. Elle apprécie l'anime depuis son enfance, se déguisant souvent en Gon ou en Naruto Uzumaki, le personnage principal de Naruto, mais elle n'est pas sûre d'avoir la chance de représenter à nouveau Kirua en raison du fait que le manga se concentre sur d'autres personnages, car Kirua et Gon ont cessé d'être au centre de la série dans l'arc narratif du Continent Noir.
Cristina Vee a déclaré que même si Kirua apparaît comme un enfant heureux, il a un côté sombre notable en raison de la famille qui l'a élevé. L'actrice n'avait aucune connaissance de la série jusqu'à ce qu'elle soit choisie pour jouer Kirua, ce qui l'a intéressée à l'histoire. Elle a initialement auditionné pour trois personnages, Gon, Kirua et Kurapika et a été acceptée pour Kirua. Elle voyait souvent des cosplayers de Kirua et Gon lors de conventions de fans, attirée notamment parce que les cosplayers étaient toujours des duos.